# Botanophila biciliaris
Botanophila biciliaris är en tvåvingeart som först beskrevs av Pandellé 1900.  Botanophila biciliaris ingår i släktet Botanophila, och familjen blomsterflugor. Arten är reproducerande i Sverige.